# Elsterheide
Elsterheide (szorb nyelven Halštrowska Hola) település Németországban, azon belül Szászország tartományban. Lakosainak száma 3402 fő (2023. december 31.). Elsterheide Spreetal, Hoyerswerda, Lauta, Senftenberg, Neu-Seeland, Welzow és Spremberg községekkel határos.

## Népesség
A település népességének változása:
| Lakosok száma | 3485 | 3461 | 3436 | 3445 | 3402 |
|               | 2017 | 2019 | 2021 | 2022 | 2023 |